# Endomyxa
Endomyxa là một phân ngành thuộc ngành Cercozoa trong nhóm Rhizaria.